# Christkönig (Gotha)

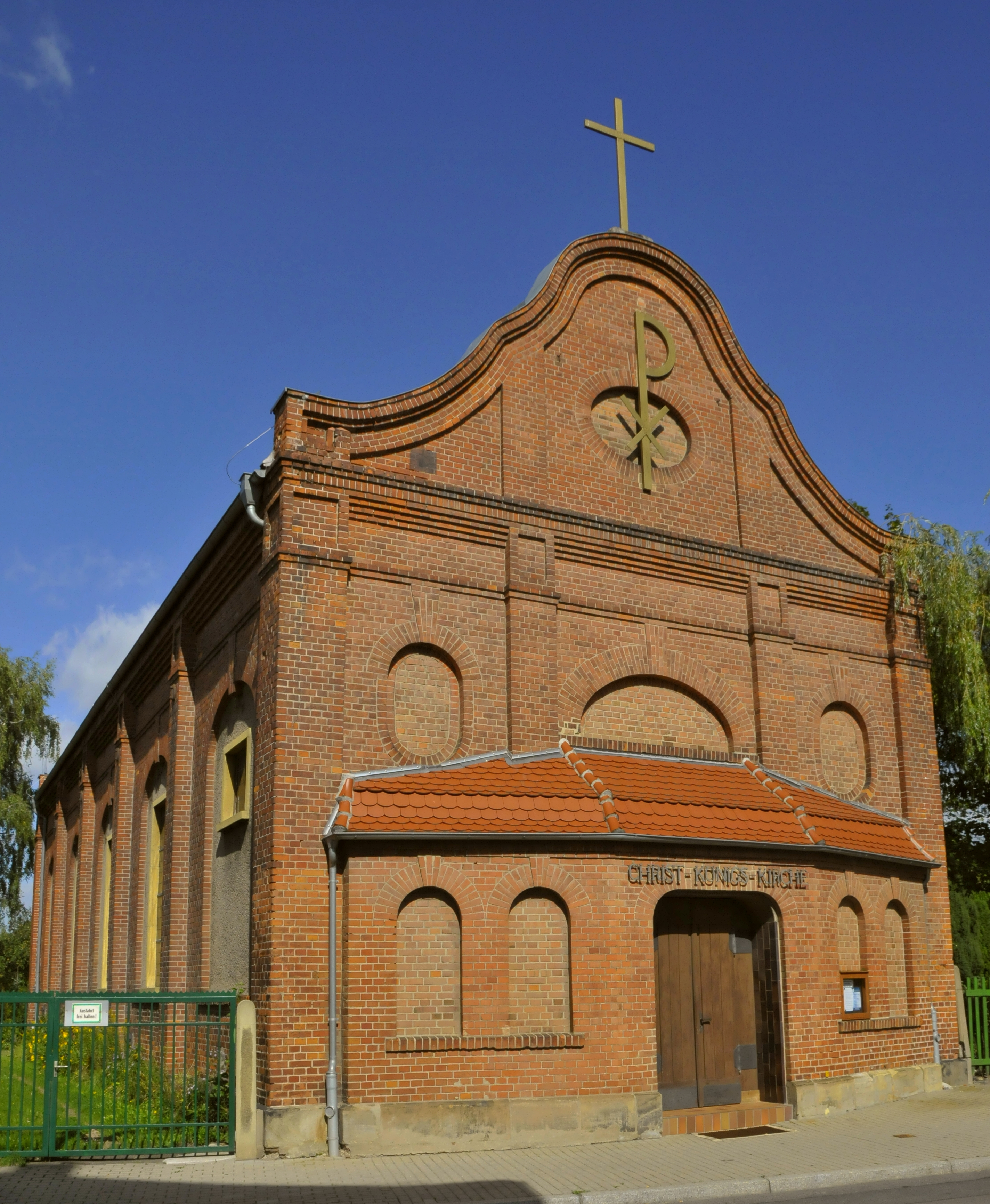
Christkönigskirche in Gotha

Die Kirche Christkönig, auch Christkönigskirche zum kostbaren Blute, war die zweite Kirche, neben der Kirche St. Bonifatius, der römisch-katholischen Gemeinde in Gotha, die zur Pfarrei St. Bonifatius Gotha gehört. 2019 wurde sie an die rumänisch-orthodoxe Kirche verkauft.

## Geschichte
Die Kirche wurde am 18. November 1934 durch Generalvikar Günther aus Fulda geweiht. Die zweite Kirche war nötig geworden, weil die Pfarrkirche St. Bonifatius auf Grund der zahlenmäßig stark gewachsenen Gemeinde zu klein geworden war. Das Gebäude ist ursprünglich die Turbinenversuchsanstalt der Firma Briegleb und Hansen gewesen, die 1932 nach der Schließung des Betriebes durch die katholische Gemeinde gekauft und nach den Plänen des Baumeisters Klapproth aus Vorsfelde umgebaut worden war. 1944 wurde die Kirche während des Zweiten Weltkrieges beschädigt. Nach dem Krieg wurde die Kirche umfangreich renoviert, unter anderem wurden neue Fenster eingebaut, die Decke erneuert und 1950 die Empore vergrößert für den Einbau der Orgel. Durch den Anstieg der Zahl der Gemeindemitglieder in Folge von Vertreibungen am Ende des Zweiten Weltkrieges stieg die Bedeutung der Christkönigskirche. Renoviert wurde die Kirche erneut in den Jahren von 1960 bis 1961. Nach der baupolizeilichen Sperrung 1983, stand die Weiternutzung der Kirche in Frage, jedoch konnte die Kirche am 23. November 1986 wiedereröffnet werden, nachdem Gemeindemitglieder die nötigen Reparaturarbeiten durchgeführt hatten. Am 7. Oktober 1987 weihte Bischof Joachim Wanke den neuen Altar. Am 10. April 2019 kaufte die rumänisch-orthodoxe Gemeinde (Parohia „Acoperământul Maicii Domnului“) aus Erfurt innerhalb der Rumänisch-Orthodoxen Metropolie für Deutschland, Zentral- und Nordeuropa die Kirche.

## Ausstattung
Tabernakel, Altar und Ambo waren aus Travertin gefertigt. Im Altar befanden sich Reliquien der Hl. Elisabeth von Thüringen und der Hl. Radegundis von Thüringen. Das Kreuz im Altarraum war die Nachbildung eines romanischen Triumphkreuzes und eine Dauerleihgabe des Bischöflichen Ordinariats Erfurt. An den Wänden neben dem Altarraum hingen die Altarbilder „Welterlöser“ (1847) und „Madonna mit Kind“ (1856) des Gothaer herzoglichen Hofmalers Paul Emil Jacobs.

## Orgel
Die Orgel wurde 1950 von Wiegand Helfenbein gebaut und 1986 generalüberholt. Seit 2002 gab es eine transportable Orgel, weil die Helfenbein-Orgel nicht mehr spielbar ist. Die Orgel hatte fünfzehn Register auf zwei Manualen und Pedal.